# Дибровка (Медвинская сельская община)
Дибровка (укр. Дібрівка) — село в Медвинской сельской общине Белоцерковского района Киевской области Украины.
Население по переписи 2001 года составляло 198 человек. Почтовый индекс — 09700. Телефонный код — 4561. Занимает площадь 0,6 км². Код КОАТУУ — 3220683202.